# Scordia
Scordia település Olaszországban, Szicília régióban, Catania megyében. Lakosainak száma 16 042 fő (2023. január 1.). Scordia Lentini és Militello in Val di Catania községekkel határos.

## Népesség
A település lakossága az elmúlt években az alábbi módon változott:
| Lakosok száma | 17 038 | 16 919 | 16 042 |
|               | 2017   | 2018   | 2023   |